# Glostrupkredsen
Glostrupkredsen var til og med 2006 en opstillingskreds i Københavns Amtskreds. Kredsen blev nedlagt i 2007. Området indgår herefter i andre opstillingskredse i Københavns Omegns Storkreds.
Den 8. februar 2005 var der 88.622 stemmeberettigede vælgere i kredsen.
Kredsen rummede i 2005 flg. kommuner og valgsteder:

(efter kommunens navn er nævnt hvilken valgkreds kommunen indgår i pr. 1. jan. 2007)
1. Albertslund Kommune → Taastrupkredsen.
  1. Birkelund-Holsbjergskolerne
  2. Egelundskolen
  3. Kongsholmcentret
  4. Roholmskolen
  5. Vridsløselille Skole
2. Glostrup Kommune → Ballerupkredsen.
  1. Ejbyskolen
  2. Hvissingehallen
  3. Nordvangskolen
  4. Sognegården
  5. Søndervangskolen
  6. Vestervangskolen
3. Høje-Taastrup Kommune → Taastrupkredsen.
  1. Borgerskolen
  2. Charlotteskolen
  3. Fløng Hallen
  4. Fritidscentret Hedehuset
  5. Gadehaveskolen
  6. Grønhøjskolen
  7. Parkskolen
  8. Reerslev Skole
  9. Rønnevangsskolen
  10. Selsmoseskolen
  11. Sengeløse Skole
  12. Taastrup Kulturcenter
  13. Torstorp Skole
4. Ishøj Kommune → Brøndbykredsen.
  1. Gildbroskolen
  2. Ishøj Centersal
  3. Ishøj Forsamlingshus
  4. Strandgårdskolen
  5. Vibeholmskolen
5. Vallensbæk Kommune → Brøndbykredsen.
  1. Egholmskolen
  2. Pilehaveskolen
  3. Vallensbæk Idrætscenter